# 味覺障礙
味覺障礙（英語：Dysgeusia）指的是味覺的扭曲或失真。味覺障礙通常與喪失味覺、味覺遲鈍有關。味覺障礙可能是某個疾病的主要症狀或次要症狀。

## 文獻來源
1. ↑  Samuel K. Feske and Martin A. Samuels, Office Practice of Neurology 2nd ed. (Philadelphia: Elsevier Science, 2003) 114.